# Lijst van Mario Kart-circuits
In de lijst van Mario Kart-circuits staan alle circuits uit de Mario Kart-games vermeld.
Legenda
- OP: Oorspronkelijke platform
- SNES: Super Nintendo Entertainment System
- GBA: Game Boy Advance
- NDS: Nintendo DS
- GCN: Nintendo GameCube
- Wii: Nintendo Wii
- 3DS: Nintendo 3DS
- WiiU: Nintendo Wii U
- SW: Nintendo Switch
- Tour: Mario Kart Tour (Mobiele telefoon)
- SW2: Nintendo Switch 2

- MKSC: Mario Kart: Super Circuit
- MKDS: Mario Kart DS
- MKWii: Mario Kart Wii
- MK7: Mario Kart 7
- MK8(D): Mario Kart 8 of Mario Kart 8 Deluxe
- MKT: Mario Kart Tour
- DC8: Downloadbare content van Mario Kart 8
- DC8X: Circuit-uitbreidingspas, downloadbare content van Mario Kart 8 Deluxe

| Beker       | OP   | Circuitnaam            | Circuitnaam             | Omschrijving | Retrocircuitversies | Retrocircuitversies | Retrocircuitversies | Retrocircuitversies | Retrocircuitversies | Retrocircuitversies | Retrocircuitversies |
| Beker       | OP   | Engelstalig            | Nederlandstalig         | Omschrijving | MKSC                | MKDS                | MKWii               | MK7                 | MK8(D)              | MKT                 | MKWO                |
| ----------- | ---- | ---------------------- | ----------------------- | --- | ------------------- | ------------------- | ------------------- | ------------------- | ------------------- | ------------------- | ------------------- |
| PADDENSTOEL | SNES | Mario Circuit 1        | Mario's Circuit 1       | Een circuit met groene buizen als obstakel op de weg en een muur van gekleurde blokken om de baan heen. |                     |                     |                     |                     |                     |                     |                     |
| PADDENSTOEL | SNES | Donut Plains 1         | Donutvlakte 1           | Race door een groen landschap en steek een meer over met de brug. |                     |                     |                     |                     |                     |                     |                     |
| PADDENSTOEL | SNES | Ghost Valley 1         | Spookvallei 1           | Dit circuit is een oude brug omringd door Boo's. De omheining breekt af na botsing. |                     |                     |                     |                     |                     |                     |                     |
| PADDENSTOEL | SNES | Bowser Castle 1        | Bowsers Kasteel 1       | Het circuit is een hoekig en loopt door een zee van lava met Thwomps als gevaarlijk obstakel. |                     |                     |                     |                     |                     |                     |                     |
| PADDENSTOEL | SNES | Mario Circuit 2        | Mario's Circuit 2       | Een circuit met olievlekken en groene buizen als obstakels op de weg en een muur van gekleurde blokken. |                     |                     |                     |                     |                     |                     |                     |
| BLOEM       | SNES | Choco Island 1         | Chocoland 1             | Race door een landschap van chocolade, met Piranha Planten en moddervlekken. |                     |                     |                     |                     |                     |                     |                     |
| BLOEM       | SNES | Ghost Valley 2         | Spookvallei 2           | Dit circuit is een oude brug omringt met Boo's. De omheining breekt af na botsing. De brug heeft scherpe bochten. |                     |                     |                     |                     |                     |                     |                     |
| BLOEM       | SNES | Donut Plains 2         | Donutvlakte 2           | Race door een groen landschap en steek een meer over met de brug. Monty Mole's springen op de weg als obstakel. |                     |                     |                     |                     |                     |                     |                     |
| BLOEM       | SNES | Bowser Castle 2        | Bowsers Kasteel 2       | Het circuit is een hoekig, heeft T-splitsingen en loopt door een zee van lava en Thwomps. Ook is er een doodlopende weg, die met een Capeveer genomen kan worden als een kortere weg. |                     |                     |                     |                     |                     |                     |                     |
| BLOEM       | SNES | Mario Circuit 3        | Mario's Circuit 3       | Een circuit met een haarspeldbocht, olievlekken en groene buizen en een muur van gekleurde blokken. |                     |                     |                     |                     | DC8X                |                     |                     |
| STER        | SNES | Koopa Beach 1          | Koopa's Strand 1        | Het circuit bestaat uit kleine eilandjes in de zee, met Cheep Cheeps als obstakel. Karts kunnen door lichtblauw/ondiep water rijden. |                     |                     |                     |                     |                     |                     |                     |
| STER        | SNES | Choco Island 2         | Chocoland 2             | Race door een landschap van chocolade, met Piranha Planten, moddervlekken en een groot meer van chocolade, waar karts langzamer doorheen rijden. |                     |                     |                     |                     |                     |                     |                     |
| STER        | SNES | Vanilla Lake 1         | Vanillemeer 1           | Rijd al glijdend door een glad, met sneeuw bedekt ijslandschap met veel ijsblokken als obstakels. |                     |                     |                     |                     |                     |                     |                     |
| STER        | SNES | Bowser Castle 3        | Bowsers Kasteel 3       | Het circuit is een hoekig, heeft T-splitsen en loopt door een zee van lava met Thwomps als gevaarlijk obstakel. |                     |                     |                     |                     | DC8X                |                     |                     |
| STER        | SNES | Mario Circuit 4        | Mario's Circuit 4       | Een circuit met een haarspeldbocht, olievlekken en groene buizen en een muur van gekleurde blokken. Dit is het langste Mario's Circuit van de vier. |                     |                     |                     |                     |                     |                     |                     |
| SPECIAAL    | SNES | Donut Plains 3         | Donutvlakte 3           | Race door een groen landschap, met twee kapotte bruggen over een meer. Monty Mole's springen op de weg als obstakel. |                     |                     |                     |                     |                     |                     |                     |
| SPECIAAL    | SNES | Koopa Beach 2          | Koopa's Strand 2        | Het circuit loopt langs de rand van een eiland en door lichtblauw/ondiep water, met als obstakel donkerblauw/diep water en Cheep Cheeps. |                     |                     |                     |                     |                     |                     |                     |
| SPECIAAL    | SNES | Ghost Valley 3         | Spookvallei 3           | Dit circuit is een smalle oude brug omringt met Boo's. De omheining breekt af na botsing. De brug heeft scherpe bochten en gaten in het midden. |                     |                     |                     |                     |                     |                     |                     |
| SPECIAAL    | SNES | Vanilla Lake 2         | Vanillemeer 2           | Rijd al glijdend door een glad, met sneeuw bedekt ijslandschap met groene buizen en breekbare sneeuwblokken als obstakels. |                     |                     |                     |                     |                     |                     |                     |
| SPECIAAL    | SNES | Rainbow Road           | Regenboogbaan           | De eerste race die zich afspeelt op een regenboog, met vele scherpe bochten en zonder omheining. |                     |                     |                     |                     | DC8                 |                     |                     |
| PADDENSTOEL | N64  | Luigi Raceway          | Luigi's Circuit         | Een eenvoudig, redelijk rechttoe rechtaan circuit. Luigi is op een groot billboard te zien. |                     |                     |                     |                     |                     |                     |                     |
| PADDENSTOEL | N64  | Moo Moo Farm           | Boe-Boe-Boerderij       | Het circuit loopt door een boerderijlandschap met Monty Mole's als obstakel. Er lopen Boe-Boe's (koeien) in de weilanden langs de weg. |                     |                     |                     |                     |                     |                     |                     |
| PADDENSTOEL | N64  | Koopa Troopa Beach     | Koopa's Strand          | Race over een strand dat vernoemt is naar een gigantisch rotsformatie in de vorm van een Koopa Troopa. |                     |                     |                     |                     |                     |                     |                     |
| PADDENSTOEL | N64  | Kalimari Desert        | Wildwestwoestijn        | Rij langs het spoor door de tunnel en over de weg die het spoor kruist. Soms moet je wachten voor een overstekende treinen. |                     |                     |                     |                     | DC8X                |                     |                     |
| BLOEM       | N64  | Toad's Turnpike        | Toads Tolweg            | Ontwijk auto's op deze openbare weg tijdens een race in de nacht. Afbeeldingen van Toad zijn her en der langs het circuit te zien. |                     |                     |                     |                     |                     |                     |                     |
| BLOEM       | N64  | Frappe Snowland        | Frappé Sneeuwland       | Race door een heuvelachtig, besneeuwd landschap. Er is een reusachtig ijssculptuur van Mario en van Yoshi te zien. |                     |                     |                     |                     |                     |                     |                     |
| BLOEM       | N64  | Choco Mountain         | Chocokloof              | Het circuit loopt door de vallei van een chocoladeberg, met vallende rotsblokken en piramide van chocolade. |                     |                     |                     |                     | DC8X                |                     |                     |
| BLOEM       | N64  | Mario Raceway          | Mario's Snelweg         | Een eenvoudig, redelijk rechttoe rechtaan circuit, met een S-bocht en een groene buis als tunnel. |                     |                     |                     |                     |                     |                     |                     |
| STER        | N64  | Wario Stadium          | Wario's Stadion         | Race over een crossbaan met scherpe bochten, heuvels en een schans voor een grote sprong. Het is een van de langste banen uit de Mario-Kart spellen. |                     |                     |                     |                     |                     |                     |                     |
| STER        | N64  | Sherbet Land           | IJzige IJsbaan          | De route gaat over het ijs langs een meer met drijvende ijsschotsen en door een grot vol pinguïns. |                     |                     |                     |                     |                     |                     |                     |
| STER        | N64  | Royal Raceway          | Koninklijke Kartbaan    | Deze race vindt plaats rondom een meer en langs Peach' Kasteel uit Super Mario 64. |                     |                     |                     |                     |                     |                     |                     |
| STER        | N64  | Bowser's Castle        | Bowsers Kasteel         | Race door Bowsers Kasteel en over het dak, met Thwomps en vuurspuwende standbeelden. Binnenin het kasteel hangen schilderijen net als in Super Mario 64. |                     |                     |                     |                     |                     |                     |                     |
| SPECIAAL    | N64  | DK's Jungle Parkway    |                         | Het circuit loopt door jungle en heeft een schans om over de rivier te springen en smalle houten hangbrug. |                     |                     |                     |                     |                     |                     |                     |
| SPECIAAL    | N64  | Yoshi Valley           | Yoshi's Vallei          | Er zijn verschillende routes met vertakkingen die door de vallei leiden. Vlak voor de finish rolt een gigantisch Yoshi-ei op het pad. |                     |                     |                     |                     |                     |                     |                     |
| SPECIAAL    | N64  | Banshee Boardwalk      |                         | Een griezelig circuit over een oude houten brug. Grote Cheep Cheeps springen uit het water en vleermuizen vliegen over. |                     |                     |                     |                     |                     |                     |                     |
| SPECIAAL    | N64  | Rainbow Road           | Regenboogbaan           | Het circuit is gemaakt van doorzichtig glas in regenboogkleuren met Unchained Chomps als obstakel. |                     |                     |                     |                     |                     |                     |                     |
| PADDENSTOEL | GBA  | Peach Circuit          |                         | Een eenvoudig circuit door een groen landschap, met Peach' kasteel prominent in de achtergrond. |                     |                     |                     |                     |                     |                     |                     |
| PADDENSTOEL | GBA  | Shy Guy Beach          |                         | Het circuit bestaat uit eilandjes in de zee. Karts kunnen door lichtblauw/ondiep water rijden. Een boot schiet kanonskogels. |                     |                     |                     |                     |                     |                     |                     |
| PADDENSTOEL | GBA  | Riverside Park         | Rivieroever             | Een circuit langs en over een rivier de rand van een woud. |                     |                     |                     |                     | DC8X                |                     |                     |
| PADDENSTOEL | GBA  | Bowser Castle 1        | Bowsers Kasteel 1       | Race over het hoekige, korte circuit binnen in Bowsers Kasteel, omringd door lava. Op de baan zijn ook enkele Thwomps te vinden. |                     |                     |                     |                     |                     |                     |                     |
| BLOEM       | GBA  | Mario Circuit          | Mario's Circuit         | Een simpel circuit met weinig obstakels door een groen landschap. |                     |                     |                     |                     |                     |                     |                     |
| BLOEM       | GBA  | Boo Lake               | Boo-Bruggen             | De oude brug met gaten door een spookbos vormt dit circuit. In de achtergrond zijn Boo's die lantaarns vasthouden. |                     |                     |                     |                     | DC8X                |                     |                     |
| BLOEM       | GBA  | Cheese Land            | Kaasland                | Een landschap van kaas in de ruimte. Mogelijk een referentie naar de kaasmaan mythe. |                     |                     |                     |                     | DC8                 |                     |                     |
| BLOEM       | GBA  | Bowser Castle 2        | Bowsers Kasteel 2       | De weg loopt door een bubbelende lavazee, met een standbeeld van Bowser in de achtergrond. |                     |                     |                     |                     |                     |                     |                     |
| BLIKSEM     | GBA  | Luigi Circuit          | Luigi's Circuit         | Het circuit gaat over een vliegveld in de regen met een zeppelin en hangaars in de achtergrond. |                     |                     |                     |                     |                     |                     |                     |
| BLIKSEM     | GBA  | Sky Garden             |                         | Een wolkenweg met kasseien in de lucht, met bonenstaken in de achtergrond. |                     |                     |                     |                     | DC8X                |                     |                     |
| BLIKSEM     | GBA  | Cheep Cheep Island     |                         | Race tijdens zonsondergang langs de rand van een eiland. Op de achtergrond zie je een grote Cheep Cheep en een vuurtoren. |                     |                     |                     |                     |                     |                     |                     |
| BLIKSEM     | GBA  | Sunset Wilds           |                         | De race gaat door de woestijn tijdens zonsondergang. Met elke ronde wordt het donkerder. |                     |                     |                     |                     | DC8X                |                     |                     |
| STER        | GBA  | Snow Land              |                         | Een circuit door een ijslandschap met sneeuwpoppen als obstakel en scherpe ijsbergen in de achtergrond. |                     |                     |                     |                     | DC8X                |                     |                     |
| STER        | GBA  | Ribbon Road            | Sprintlint              | Race door een wereld gemaakt van knutselmateriaal en cadeautjes. In de Mario Kart 8-versie speelt de baan zich af in een kinderkamer gevuld met speelgoed. |                     |                     |                     |                     | DC8                 |                     |                     |
| STER        | GBA  | Yoshi Desert           |                         | Het circuit loopt door de woestijn met piramides en een Yoshi-sfinx. |                     |                     |                     |                     |                     |                     |                     |
| STER        | GBA  | Bowser Castle 3        | Bowsers Kasteel 3       | Een weg met scherpe 90 graden bochten door een lavazee, buiten het kasteel van Bowser. In tegenstelling tot de andere Bowser Castle banen van de GBA, is deze baan voornamelijk blauw. |                     |                     |                     |                     |                     |                     |                     |
| SPECIAAL    | GBA  | Lakeside Park          |                         | In de achtergrond zijn twee actieve vulkanen die vanaf de tweede ronde brokken lavasteen spuwt. |                     |                     |                     |                     |                     |                     |                     |
| SPECIAAL    | GBA  | Broken Pier            |                         | Het circuit is een kapotte brug met een griezelige achtergrond. |                     |                     |                     |                     |                     |                     |                     |
| SPECIAAL    | GBA  | Bowser Castle 4        | Bowsers Kasteel 4       | Een circuit door Bowsers Kasteel, met veel lava, moeilijke sprongen, Thwomps en Mecha-Koopas. |                     |                     |                     |                     |                     |                     |                     |
| SPECIAAL    | GBA  | Rainbow Road           | Regenboogbaan           | Het circuit is een doorschijnende regenboog hoog in de lucht. De baan is bijna volledig omringd door gele hobbels, waar je een grote sprong mee kan maken. |                     |                     |                     |                     |                     |                     |                     |
| PADDENSTOEL | GCN  | Luigi Circuit          |                         | Een stadium met twee grote halfronde bochten en een middenstuk waarop coureurs uit beiden richtingen rijden. Ook is er een Chain Chomp. |                     |                     |                     |                     |                     |                     |                     |
| PADDENSTOEL | GCN  | Peach Beach            | Peach's Resort          | Het gebied lijkt op Delfino Plaza, Gelato Beach en Ricco Harbor, vol Pianta's en Cataquacks. Gebaseerd op Super Mario Sunshine. Op de achtergrond is ook Daisy's Cruiser te zien. |                     |                     |                     |                     |                     |                     |                     |
| PADDENSTOEL | GCN  | Baby Park              | Babypark                | Ervaar complete chaos op dit simpele, in een pretpark gesitueerde circuit. De race duurt niet drie, maar zeven rondes (vijf in Mario Kart DS). Deze track is een van de ironischte Mario Kart-banen en is vaak in nieuwere spellen teruggekomen. |                     |                     |                     |                     | DC8                 |                     |                     |
| PADDENSTOEL | GCN  | Dry Dry Desert         | Zinderende Zandvlakte   | Een bochtig, hobbelig circuit onder de brandende zon in de woestijn met onder andere Piramides, obelisken en een Sfinx |                     |                     |                     |                     |                     |                     |                     |
| BLOEM       | GCN  | Mushroom Bridge        |                         | Rijd over de beroemdste brug van het Paddenstoelenrijk, door een tunnel, en over een weg vol met allerlei soorten auto's. |                     |                     |                     |                     |                     |                     |                     |
| BLOEM       | GCN  | Mario Circuit          |                         | Het circuit voert door het Paddenstoelenrijk, rondom Peach's kasteel. Pas op voor de grote Chain Chomp die naar je hapt. |                     |                     |                     |                     |                     |                     |                     |
| BLOEM       | GCN  | Daisy Cruiser          | Daisy's Cruiseschip     | Race over het dek, door het restaurant met schuivende tafels en door het ruim vol kratten. |                     |                     |                     |                     | DC8X                |                     |                     |
| BLOEM       | GCN  | Waluigi Stadium        | Waluigi's Stadion       | Een echte crossbaan, vol heuvels, hindernissen, scherpe bochten en een schans. |                     |                     |                     |                     | DC8X                |                     |                     |
| STER        | GCN  | Sherbet Land           | IJzige IJsbaan          | Het is een circuit op het ijs en door de sneeuw, met schaatsende Shy Guys. Na een botsing met een Freezie bevriest de coureur tijdelijk. |                     |                     |                     |                     |                     |                     |                     |
| STER        | GCN  | Mushroom City          |                         | Rijd door de drukste stad van het Paddenstoelenrijk bij nacht, met grote auto's en vrachtwagens. |                     |                     |                     |                     |                     |                     |                     |
| STER        | GCN  | Yoshi Circuit          | Yoshi's Circuit         | Een circuit langs de rand van eiland in de vorm van Yoshi, vol bochten en een scherpe haarspeldbocht. |                     |                     |                     |                     | DC8                 |                     |                     |
| STER        | GCN  | DK Mountain            | DK-Gebergte             | Het kanon schiet je naar de top van de vulkaan, waarna je tussen rollende rotsen na beneden racet. |                     |                     |                     |                     | DC8X                |                     |                     |
| SPECIAAL    | GCN  | Wario Colosseum        |                         | Race op een metalen constructie in een oud-Romeins ogend colosseum. Uniek aan deze baan is dat hij maar twee rondes heeft, in plaats van de gebruikelijke 3, vanwege de lengte van de baan. |                     |                     |                     |                     |                     |                     |                     |
| SPECIAAL    | GCN  | Dino Dino Jungle       | Dino Dino-Jungle        | Een race in een prehistorische jungle, inclusief dinosaurussen en hete geisers |                     |                     |                     |                     |                     |                     |                     |
| SPECIAAL    | GCN  | Bowser's Castle        | Bowsers Kasteel         | Het circuit gaat door en om het kasteel van Bowser met lavagrachten, een bewegend Bowser-standbeeld en reusachtige vuurballen. |                     |                     |                     |                     |                     |                     |                     |
| SPECIAAL    | GCN  | Rainbow Road           | Regenboogbaan           | Kart over een regenboog met uitzicht op Mushroom City. Een uitdagend circuit, met veel bochten en weinig omheining. |                     |                     |                     |                     |                     |                     |                     |
| PADDENSTOEL | NDS  | Figure-8 Circuit       |                         | Dit is een eenvoudig circuit in de vorm van een acht, met zeer ruime bochten en lange rechte stukken. |                     |                     |                     |                     |                     |                     |                     |
| PADDENSTOEL | NDS  | Yoshi Falls            |                         | Race langs een meer in een ravijn waarin watervallen uitmonden. In het midden ligt een enorm Yoshi-ei. |                     |                     |                     |                     |                     |                     |                     |
| PADDENSTOEL | NDS  | Cheep Cheep Beach      | Cheep Cheep-Strand      | Kart over het strand met lastige Sidesteppers en Cheep Cheeps. Op het einde van de baan bevinden spelers zich in een kleine jungle. |                     |                     |                     |                     |                     |                     |                     |
| PADDENSTOEL | NDS  | Luigi's Mansion        | Luigi's Landgoed        | Het circuit leidt door een spookhuis en moeras met grafstenen, spoken en lopende bomen. De baan is gebaseerd op Luigi's Mansion |                     |                     |                     |                     |                     |                     |                     |
| BLOEM       | NDS  | Desert Hills           | Zonneruïne              | Een woestijn geïnspireerd op Wereld 2 uit Super Mario Bros. 3, inclusief boze zon, vuurslangen, rode buizen en Pokeys. Aan het begin van de baan ligt rechts van de speler een groot meer. |                     |                     |                     |                     |                     |                     |                     |
| BLOEM       | NDS  | Delfino Square         |                         | Geïnspireerd op Delfino Plaza uit Super Mario Sunshine. De race gaat onder andere over het plein en de pier. Naar het einde van de baan toe is er een brug die open en dicht gaat. Wanneer hij open is doen spelers een sprong over het water heen. |                     |                     |                     |                     |                     |                     |                     |
| BLOEM       | NDS  | Waluigi Pinball        | Waluigi's Flipperkast   | Race door een reusachtige flipperkast, met gigantische ballen die op de baan rollen. Voorwerpdozen maken op deze baan een ander geluid, dat lijkt op een activeren van een casinoroulette. |                     |                     |                     |                     | DC8X                |                     |                     |
| BLOEM       | NDS  | Shroom Ridge           | Paddenstoelenpas        | Rijdt over de openbare weg, lang een diep ravijn. Ook rijden er gewone auto's op de weg. |                     |                     |                     |                     | DC8X                |                     |                     |
| STER        | NDS  | DK Pass                | DK's Piste              | Een circuit door een besneeuwde bergpas. Pas op voor de sneeuwpoppen en -ballen. |                     |                     |                     |                     |                     |                     |                     |
| STER        | NDS  | Tick-Tock Clock        | Tik-Tak-Klok            | Geïnspireerd op Tick-Tock Clock uit Super Mario 64. Dit circuit voert je door binnenkant van een klok, vol tandwielen en pendels. |                     |                     |                     |                     |                     |                     |                     |
| STER        | NDS  | Mario Circuit          | Mario's Circuit         | Een circuit over verharde- en zandwegen, met veel Piranha Planten en Goomba's die de weg versperren. |                     |                     |                     |                     | DC8X                |                     |                     |
| STER        | NDS  | Airship Fortress       | Vliegende Vestiging     | Geïnspireerd op de eindbaas levels uit Super Mario Bros. 3, in deze baan rij je door een een vervallen fort en vliegende schepen. Het begin van de track verwelkomt je met meerdere Banzai Bill-kanonnen. |                     |                     |                     |                     |                     |                     |                     |
| SPECIAAL    | NDS  | Wario Stadium          | Wario's Stadion         | Race door circuit vol modderpoelen, sprongen, bochten en vuurballen. |                     |                     |                     |                     |                     |                     |                     |
| SPECIAAL    | NDS  | Peach Gardens          | Peach's Paleistuin      | Deze race gaat door de tuin voor Peach's Kasteel, die vol staat met bloemen, heggen, sierstruiken en bomen. In de Mario Kart 8 Deluxe en Tour versies rij je op de laatste ronde de baan achterstevoren. |                     |                     |                     |                     | DC8X                |                     |                     |
| SPECIAAL    | NDS  | Bowser Castle          | Bowsers Kasteel         | Het circuit gaat door het kasteel en over een zee van lava met bewegende platformen. |                     |                     |                     |                     |                     |                     |                     |
| SPECIAAL    | NDS  | Rainbow Road           | Regenboogbaan           | Een uniek circuit met een verticale looping, kurkentrekker en veel (scherpe) bochten. |                     |                     |                     |                     |                     |                     |                     |
| PADDENSTOEL | Wii  | Luigi Circuit          |                         | Beginnerscircuit met ruime bochten, zonder obstakels of plekken om van de baan te vallen. Op het einde van de baan vind je een schuine bocht met sprintpanelen en wat zand met buizen in de binnenbocht. |                     |                     |                     |                     |                     |                     |                     |
| PADDENSTOEL | Wii  | Moo Moo Meadows        | Boe-Boe-Boerenland      | Race over een zandweg door een groen, heuvelachtig landschap met een boerderij en overstekende Boe-Boes (koeien) en Monty Moles als obstakel. |                     |                     |                     |                     |                     |                     |                     |
| PADDENSTOEL | Wii  | Mushroom Gorge         | Paddenstoelengrot       | Stuiter over paddenstoelen om aan de overkant van de grot te komen. Aan het einde van de baan staan er een paar Goomba's op de weg. Net als veel andere banen uit Mario Kart Wii is deze baan bekend om zijn "Ultra Shortcut"; als je de met de eerste stuiterpaddenstoel terug springt en op de klifmuur land, is het mogelijk om aan de andere kant van de baan te komen, waarmee je bijna de hele baan overslaat. Als dit drie keer achter elkaar lukt is het mogelijk om de baan in minder dan een minuut te halen. |                     |                     |                     |                     | DC8X                |                     |                     |
| PADDENSTOEL | Wii  | Toad's Factory         | Toads Fabriek           | Het circuit loopt door en om een fabriek waarin voorwerpdozen worden geproduceerd. |                     |                     |                     |                     |                     |                     |                     |
| BLOEM       | Wii  | Mario Circuit          | Mario's Circuit         | Een eenvoudig circuit in een stadje met zicht op Peach's Kasteel. Op de weg vind je Goomba's en een Chain Chomp. |                     |                     |                     |                     |                     |                     |                     |
| BLOEM       | Wii  | Coconut Mall           | Kokosnootplaza          | Kart door een winkelcentrum en finish op het parkeerplaats waar de (inparkerende) Mii's toekijken. |                     |                     |                     |                     | DC8X                |                     |                     |
| BLOEM       | Wii  | DK Summit              | DK's Skipark            | Na door een kanon afgeschoten te zijn naar de top van een besneeuwde berg, racet de coureur al zigzaggend naar beneden. |                     |                     |                     |                     | DC8X                |                     |                     |
| BLOEM       | Wii  | Wario's Gold Mine      | Wario's Goudmijn        | Race over een mijnkartbaan om en door een mijn terwijl je uitkijkt voor Swoops en rijdende mijnkarren. |                     |                     |                     |                     | DC8                 |                     |                     |
| STER        | Wii  | Daisy Circuit          |                         | Deze race leidt je tijdens zonsondergang door een kuststadje met een pier, een vuurtoren, en standbeelden van Daisy en Luigi. |                     |                     |                     |                     | DC8X                |                     |                     |
| STER        | Wii  | Koopa Cape             | Kaap Koopa              | Het circuit leidt je langs een klif, door een rivier en door een onderwatertunnel. |                     |                     |                     |                     | DC8X                |                     |                     |
| STER        | Wii  | Maple Treeway          | Wigglers Woud           | Een herfstig woud met een Wiggler. Een kanon schiet je af, waarna vanaf de boomtop via takken naar beneden racet. |                     |                     |                     |                     | DC8X                |                     |                     |
| STER        | Wii  | Grumble Volcano        | Dondervulkaan           | Het circuit loopt om en door een vulkaan, dat gaande weg steeds verder afbrokkelt. Met de ronde wordt het circuit smaller en gevaarlijker. |                     |                     |                     |                     |                     |                     |                     |
| SPECIAAL    | Wii  | Dry Dry Ruins          |                         | Race door een woestijn met een Yoshi-sfinx en een ruïne gevuld met Pokeys die vanuit het plafond volloopt met zand. |                     |                     |                     |                     |                     |                     |                     |
| SPECIAAL    | Wii  | Moonview Highway       | Maanlichtlaan           | Rijd in het donker met een volle maan aan de hemel over een openbare weg vol auto's en vrachtwagens. |                     |                     |                     |                     | DC8X                |                     |                     |
| SPECIAAL    | Wii  | Bowser's Castle        | Bowsers Kasteel         | Het circuit gaat om en door Bowsers Kasteel met Thwomps, lava en vliegende vuurballen. |                     |                     |                     |                     |                     |                     |                     |
| SPECIAAL    | Wii  | Rainbow Road           | Regenboogbaan           | Met uitzicht op Aarde racet de coureur over een regenboog bochten en heuvels. |                     |                     |                     |                     | DC8X                |                     |                     |
| PADDENSTOEL | 3DS  | Toad Circuit           | Toads Circuit           | Een eenvoudig circuit waar rondom reusachtige ballonnen van verschillende Toads zweven. |                     |                     |                     |                     | DC8X                |                     |                     |
| PADDENSTOEL | 3DS  | Daisy Hills            | Daisy's Bergdorp        | Race door een bergdorp omringt met water, groene heuvels en bloemenvelden. |                     |                     |                     |                     |                     |                     |                     |
| PADDENSTOEL | 3DS  | Cheep Cheep Lagoon     | Kaap Cheep Cheep        | Kart over de bodem van de zee en door een grot. Bij de start/finish staan Miis je toe te juichen. |                     |                     |                     |                     |                     |                     |                     |
| PADDENSTOEL | 3DS  | Shy Guy Bazaar         | Shy Guys Bazaar         | Dit circuit gaat door een donker woestijnstadje waar Shy Guys zich schuilhouden. |                     |                     |                     |                     |                     |                     |                     |
| BLOEM       | 3DS  | Wuhu Loop              | Wuhu-eiland 1           | Een lange route langs de voet van de berg en de kust van Wuhu-Eiland (Wii Sports Resort). |                     |                     |                     |                     |                     |                     |                     |
| BLOEM       | 3DS  | Mario Circuit          | Mario's Circuit         | Rijd over een kleurrijk parcours met roze bomen dat dwars door Peach's kasteel gaat. |                     |                     |                     |                     |                     |                     |                     |
| BLOEM       | 3DS  | Music Park             | Muziekcircuit           | Race over onder andere een piano en xylofoon begeleid door talrijke instrumenten langs het circuit. |                     |                     |                     |                     |                     |                     |                     |
| BLOEM       | 3DS  | Rock Rock Mountain     | Kampioensberg           | Het circuit loopt door en om een berg, met een bos en buizen. |                     |                     |                     |                     | DC8X                |                     |                     |
| STER        | 3DS  | Piranha Plant Slide    | Piranha Plant-Parkoers  | Een circuit door het riool. Piranha Planten zijn over het circuit verspreid als obstakels. |                     |                     |                     |                     |                     |                     |                     |
| STER        | 3DS  | Wario Shipyard         | Wario's Wrak            | Kart grotendeels onderwater door het gezonken piratenschip van Wario in stormachtig weer. |                     |                     |                     |                     |                     |                     |                     |
| STER        | 3DS  | Neo Bowser City        | Bowser City             | De race vindt plaats in een neonverlichte, regenachtige stad met overal Bowser emblemen. |                     |                     |                     |                     | DC8                 |                     |                     |
| STER        | 3DS  | Maka Wuhu              | Wuhu-eiland 2           | Een lang off-road route over Wuhu-Eiland (tijdens zonsondergang) die onder andere de berg op gaat. |                     |                     |                     |                     |                     |                     |                     |
| SPECIAAL    | 3DS  | DK Jungle              | DK Jungle               | Gebaseerd op Donkey Kong Country: Returns, vol met herkenbare elementen en vijanden uit het spel. |                     |                     |                     |                     |                     |                     |                     |
| SPECIAAL    | 3DS  | Rosalina's Ice World   | Rosalina's IJsplaneet   | Een race door een wereld van water, ijs en sneeuw, geïnspireerd op Super Mario Galaxy. |                     |                     |                     |                     | DC8X                |                     |                     |
| SPECIAAL    | 3DS  | Bowser's Castle        | Bowsers Kasteel         | Het kasteel heeft wat weg van een spookhuis. Er spuit lava uit de grond in het onderwatersegment. |                     |                     |                     |                     |                     |                     |                     |
| SPECIAAL    | 3DS  | Rainbow Road           | Regenboogbaan           | Race in een lange route onder andere over een regenboog, de maan en op de ringen van Saturnus. |                     |                     |                     |                     | DC8X                |                     |                     |
| PADDENSTOEL | WiiU | Mario Kart Stadium     | Mario Kart-Stadion      | Een eenvoudig circuit in een groot stadion vol reclameborden en vuurwerk in de achtergrond. |                     |                     |                     |                     |                     |                     |                     |
| PADDENSTOEL | WiiU | Water Park             | Waterpretpark           | Het circuit loopt door een pretpark met een water thema, inclusief onderzeeërs, theekopjesattractie, reuzenrad en achtbanen in de achtergrond. |                     |                     |                     |                     |                     |                     |                     |
| PADDENSTOEL | WiiU | Sweet Sweet Canyon     | Zoetekauwcanyon         | Een mierzoete race door een omgeving opgebouwd uit koekjes, taarten, ijsjes, snoep, donuts, macarons en chocolade. |                     |                     |                     |                     |                     |                     |                     |
| PADDENSTOEL | WiiU | Thwomps Ruins          | Thwomps Tempel          | Race door een eeuwenoude tempel vol reusachtige Thwomps. |                     |                     |                     |                     |                     |                     |                     |
| BLOEM       | WiiU | Mario Circuit          | Mario's Circuit         | Dit ontwerp is gebaseerd op een Mobiüsband. De weg voert langs Peach' kasteel, dat op een vliegend eiland staat. |                     |                     |                     |                     |                     |                     |                     |
| BLOEM       | WiiU | Toad Harbor            | Toad-Baai               | Kart door een kuststad met een haven die overeenkomsten heeft met San Francisco. Op de achtergrond van de baan zie je een standbeeld van Princess-Peach als het vrijheidsbeeld. |                     |                     |                     |                     |                     |                     |                     |
| BLOEM       | WiiU | Twisted Mansion        | Boo's Duizelhuis        | Een spookhuis met bewegende vloeren en vol Boo's. Na het onderwatersegment eindigt de race op de binnenplaats met Hammer Knights bezeten door Boo's. |                     |                     |                     |                     |                     |                     |                     |
| BLOEM       | WiiU | Shy Guy Falls          | Shy Guys Kristalmijn    | De weg voert langs kliffen en over rots met twee watervallen, die de weg naar boven en terug naar beneden vormen. |                     |                     |                     |                     |                     |                     |                     |
| STER        | WiiU | Sunshine Airport       | Sunshine Airport        | Gesitueerd op Isle Delfino uit Super Mario Sunshine. Race over een landingsbaan met vliegtuig, stijg op en land bij de aankomsthal. |                     |                     |                     |                     |                     |                     |                     |
| STER        | WiiU | Dolphin Shoals         | Dolfijnenparadijs       | Race met de dolfijnen, door een grot en over de rug van een Maw-Ray, een reusachtige aal bekend uit Super Mario 64. |                     |                     |                     |                     |                     |                     |                     |
| STER        | WiiU | Electrodrome           | Electrodome             | Een met neonverlichte weg tussen discoballen, speakerinstallaties en ledschermen door, met dansende Shy Guys en Koopa Troopa's. |                     |                     |                     |                     |                     |                     |                     |
| STER        | WiiU | Mount Wario            | Wario's Winterberg      | Start met een sprong uit het vliegtuig en race in één lange weg naar de voet van de berg. |                     |                     |                     |                     |                     |                     |                     |
| SPECIAAL    | WiiU | Cloudtop Cruise        | Wildewolkenweg          | Het circuit loopt over een reusachtige bonenstaak, door de wolken en door een luchtschip, bekend van eindbaaslevels in Super Mario Bros 3. |                     |                     |                     |                     |                     |                     |                     |
| SPECIAAL    | WiiU | Bone-Dry Dunes         | Dry Bowsers Woestijn    | Race door een ravijn in een woestijn, met stromende zandrivieren. In de achtergrond varen Toads op een boot. |                     |                     |                     |                     |                     |                     |                     |
| SPECIAAL    | WiiU | Bowser's Castle        | Bowsers Kasteel         | In een kasteel met een enorm Bowser beeld dat de weg laat golven door er met een vuist op te slaan. |                     |                     |                     |                     |                     |                     |                     |
| SPECIAAL    | WiiU | Rainbow Road           | Regenboogbaan           | De race gaat door een futuristisch ruimtestation, waar gebogen, gekleurde zonnepanelen de weg vormen. |                     |                     |                     |                     |                     |                     |                     |
| EI          | WiiU | Excitebike Arena       | Excitebike-Arena        | Gebaseerd op het gelijknamige NES-spel. Stunt over ramps in een simpel ovaalvormig circuit. De locatie van de ramps is willekeurig per race. |                     |                     |                     |                     |                     |                     |                     |
| EI          | WiiU | Dragon Driftway        | Drakendreef             | Race over een reusachtig Gobblegut-beeld, een eindbaas uit Super Mario Galaxy 2 gebaseerd op een Chinese draak. |                     |                     |                     |                     |                     |                     |                     |
| EI          | WiiU | Mute City              | Mute City               | Een circuit door een futuristisch ogende stad, gebaseerd op de spelreeks F-Zero. |                     |                     |                     |                     |                     |                     |                     |
| TRIFORCE    | WiiU | Ice Ice Outpost        | Toads Poolbasis         | Race over een gele en/of groene weg over zee tussen grote ijsbergformaties door, terwijl Toads in de achtergrond bezig zijn met oliewinning. |                     |                     |                     |                     | DC8                 |                     |                     |
| TRIFORCE    | WiiU | Hyrule Circuit         | Hyrule-Circuit          | Het circuit gaat door The Legend of Zelda's Hyrule-vlakte en Kasteel Hyrule. Rupees, Keese's en Deku Babas vervangen de Mario-equivalenten. |                     |                     |                     |                     | DC8                 |                     |                     |
| CROSSING    | WiiU | Wild Woods             | Wervelwoud              | Een woud bewoond door Toads en Shy Guys, met reusachtige bomen en een waterstroming die eindigt in een poel. |                     |                     |                     |                     | DC8                 |                     |                     |
| CROSSING    | WiiU | Animal Crossing        | Animal Crossing         | Gebaseerd op Animal Crossing: New Leaf, met herkenbare fruitbomen, winkel en stadhuis. De seizoenen wisselen willekeurig per race. |                     |                     |                     |                     | DC8                 |                     |                     |
| SUPERBEL    | WiiU | Super Bell Subway      | Mario's Metro           | Vertrek vanuit een metrostation, volg het ondergrondse spoor en ontwijk rijdende treinen. In de tunnel is Super Mario Bros.-graffiti te zien. |                     |                     |                     |                     |                     |                     |                     |
| SUPERBEL    | WiiU | Big Blue               | Big Blue                | Een circuit door een futuristisch ogende stad, gebaseerd op de spelreeks F-Zero. Het is een lang circuit met drie secties (in plaats van rondes). |                     |                     |                     |                     |                     |                     |                     |
| -           | Tour | New York Minute        | New York Drive          | Een race middenin New York. Racers rijden langs en door hoge gebouwen en een park. Soms spuit er water uit de waterputten. |                     |                     |                     |                     | DC8X                |                     |                     |
| -           | Tour | Tokyo Blur             | Tokio-Toer              | Speelt zich af in Tokio. De race begint op de Rainbow Bridge, en leidt spelers over een snelweg met Thwomps. |                     |                     |                     |                     | DC8X                |                     |                     |
| -           | Tour | Paris Promenade        | Parijs-Promenade        | Speelt zich af in Parijs. In de baan zijn verschillende iconische bouwwerken te zien zoals de Eiffeltoren, de Arc de Triomphe en de Basilique du Sacré-Cœur. |                     |                     |                     |                     | DC8X                |                     |                     |
| -           | Tour | London Loop            | Londen-Ronde            | Speelt zich af in een mistig Londen. Spelers rijden langs de Big Ben en dubbeldekkerbussen. Ook zijn er Chain Chomps op de baan. |                     |                     |                     |                     | DC8X                |                     |                     |
| -           | Tour | Vancouver Velocity     | Vancouver-Route         | Een nachtelijke race die zich plaatsvind in Vancouver. Race over bruggen en door de stad, en zelfs een ijshockeyarena. |                     |                     |                     |                     | DC8X                |                     |                     |
| -           | Tour | Los Angeles Laps       | Los Angeles-Boulevard   | Speelt zich af in Los Angeles. Rijd over het strand terwijl je Sidesteppers ontwijkt, door de stad, en door een olieboorveld. |                     |                     |                     |                     | DC8X                |                     |                     |
| -           | Tour | Merry Mountain         | Dennenboomdorp          | Een baan die zich afspeelt op een besneeuwde berg. De race begint onderaan in een kerstdorpje. Op de achtergrond is een vliegende trein te zien. |                     |                     |                     |                     | DC8X                |                     |                     |
| -           | Tour | Berlin Byways          | Berlijn-Bezoek          | Een race in Berlijn. Spelers rijden langs allerlei monumenten. Langs de Berlijnse Muur staan Whomps die door de speler gebruikt kunnen worden om een stunt te doen. |                     |                     |                     |                     | DC8X                |                     |                     |
| -           | Tour | Ninja Hideaway         | Ninjaschool             | Speelt zich af in een ninjaschool met Shy Guys. Deze baan maakt gebruik van vliegerschansen waarmee de speler kan kiezen welke route hij wil nemen. |                     |                     |                     |                     | DC8X                |                     |                     |
| -           | Tour | Sydney Sprint          | Sydney-Sprint           | Een track in Sydney. De karters rijden door het Opera House en langs een park en een treinspoor. |                     |                     |                     |                     | DC8X                |                     |                     |
| -           | Tour | Singapore Speedway     | Singapore-Skyline       | |                     |                     |                     |                     | DC8X                |                     |                     |
| -           | Tour | Amsterdam Drift        | Afslag Amsterdam        | Speelt zich af in Amsterdam. Spelers rijden ook door de grachten, op de achtergrond zijn allerlei herkenbare bouwwerken te zien. Spelers komen ook langs windmolens en tulpenvelden, deze delen van de baan zijn waarschijnlijk geïnspireerd door Kinderdijk. |                     |                     |                     |                     | DC8X                |                     |                     |
| -           | Tour | Bangkok Rush           | Bangkok-Break           | Een race door Bangkok, spelers rijden over een treinspoor, door een markt en een parkeergarage met op de achtergrond de Wat Arun en het Koninklijk Paleis van Bangkok. |                     |                     |                     |                     | DC8X                |                     |                     |
| -           | Tour | Piranha Plant Cove     | Piranha Plant-Lagune    | Een race door een verloren onderwatertempel, met onder andere Maw-Rays, Thwomps en Piranha Planten. |                     |                     |                     |                     | DC8X                |                     |                     |
| -           | Tour | Athens Dash            | Athene-Trip             | Speelt zich af in Athene. Spelers rijden door een bergachtig gebied en langs de bekende tempels van de Akropolis. |                     |                     |                     |                     | DC8X                |                     |                     |
| -           | Tour | Rome Avanti            | Rome-Run                | Een nachtelijke rit door Rome. In de race kom je herkenbare bouwwerken tegen zoals en het Monument van Victor Emanuel II en het nu met Chain-Chomps gevulde Colosseum. |                     |                     |                     |                     | DC8X                |                     |                     |
| -           | Tour | Piranha Plant Pipeline |                         | |                     |                     |                     |                     |                     |                     |                     |
| -           | Tour | Madrid Drive           | Madrit-Rit              | Speelt zich af middenin Madrid. Op het Plaza Mayor loopt een Wiggler en er is een museum met Piranha Planten en een voetbalstadion met Shoe Goombas. De muziek van het level veranderd wanneer spelers door het museum en het stadion heen rijden. |                     |                     |                     |                     | DC8X                |                     |                     |
| PROPELLER   | SW   | Sky-High Sundae        | Stracciatellastraat     | Een race met ijsjesthema hoog in de lucht. In de Mario Kart 8 Deluxe-versie is er een lagere zwaartekracht dan in andere banen en dienen de hekken in de baan als draaisprintpilaren. Op de achtergrond is een reusachtige sorbet te zien, en een helikopter. |                     |                     |                     |                     |                     |                     |                     |
| FRUIT       | SW   | Yoshi's Island         | Yoshi's Eiland          | Een level gebaseerd op de Yoshi's Island spelseries. Door het level heen zijn er allerlei bekende karakters en locaties uit het spel te herkennen. De baan eindigd met een vliegerschans met daarna een rode brug die dient als kortere route. Deze brug verschijnt wanneer de speler een vliegend vraagtekenwolkje in het vlieger-gedeelte van de baan raakt. |                     |                     |                     |                     |                     |                     |                     |
| VEER        | SW   | Squeaky Clean Sprint   | Badderbaan              | Een baan die plaatsneemt in een badkamer. Spelers rijden door een wasbak, een badkuip en gootsteen, en vliegen over een toilet. |                     |                     |                     |                     |                     |                     |                     |
| PADDENSTOEL | SW2  | Mario Bros. Circuit    | Mario Bros.-Circuit     | De baan vind plaats in een woestijn. Spelers rijden over metalen constructies en langs Yoshi's wegrestaurant. |                     |                     |                     |                     |                     |                     |                     |
| PADDENSTOEL | SW2  | Crown City             | Kroonstad               | |                     |                     |                     |                     |                     |                     |                     |
| PADDENSTOEL | SW2  | Whistlestop Summit     | Locomotiefpiek          | |                     |                     |                     |                     |                     |                     |                     |
| PADDENSTOEL | SW2  | DK Spaceport           | DK's Lanceerbasis       | |                     |                     |                     |                     |                     |                     |                     |
| STER        | SW2  | Starview Peak          | Rosalina's Sterrenwacht | |                     |                     |                     |                     |                     |                     |                     |
| SCHILD      | SW2  | Faraway Oasis          | Spettersafari           | |                     |                     |                     |                     |                     |                     |                     |
| SCHILD      | SW2  | Crown City 2           | Kroonstad 2             | |                     |                     |                     |                     |                     |                     |                     |
| SCHILD      | SW2  | Peach Stadium          | Peach's Stadion         | |                     |                     |                     |                     |                     |                     |                     |
| BANAAN      | SW2  | Salty Salty Speedway   | Prachtgracht            | |                     |                     |                     |                     |                     |                     |                     |
| BANAAN      | SW2  | Great ? Block Ruins    | Vraagtekentempel        | |                     |                     |                     |                     |                     |                     |                     |
| BLAD        | SW2  | Cheep Cheep Falls      | Cheep Cheep-Rivier      | |                     |                     |                     |                     |                     |                     |                     |
| BLAD        | SW2  | Dandelion Depths       | Pluisjeskuil            | |                     |                     |                     |                     |                     |                     |                     |
| BLAD        | SW2  | Boo Cinema             | Boo-Bioscoop            | |                     |                     |                     |                     |                     |                     |                     |
| BLAD        | SW2  | Dry Bones Burnout      | Dry Bones' Bottenbaan   | |                     |                     |                     |                     |                     |                     |                     |
| BLIKSEM     | SW2  | Bowser's Castle        | Bowsers Kasteel         | |                     |                     |                     |                     |                     |                     |                     |
| SPECIAAL    | SW2  | Acorn Heights          |                         | |                     |                     |                     |                     |                     |                     |                     |
| SPECIAAL    | SW2  | Mario Circuit          | Mario's Circuit         | Speelt zich af op een baan geïnspireerd op de Mario's Circuits uit Super Mario Kart, met buizen en kleurrijke blokken en een bekende layout. |                     |                     |                     |                     |                     |                     |                     |
| SPECIAAL    | SW2  | Peach Stadium 2        | Peach' Stadium 2        | |                     |                     |                     |                     |                     |                     |                     |
| SPECIAAL    | SW2  | Rainbow Road           | Regenboogbaan           | |                     |                     |                     |                     |                     |                     |                     |